# Fonds numismatique du musée d'histoire de l'Azerbaïdjan

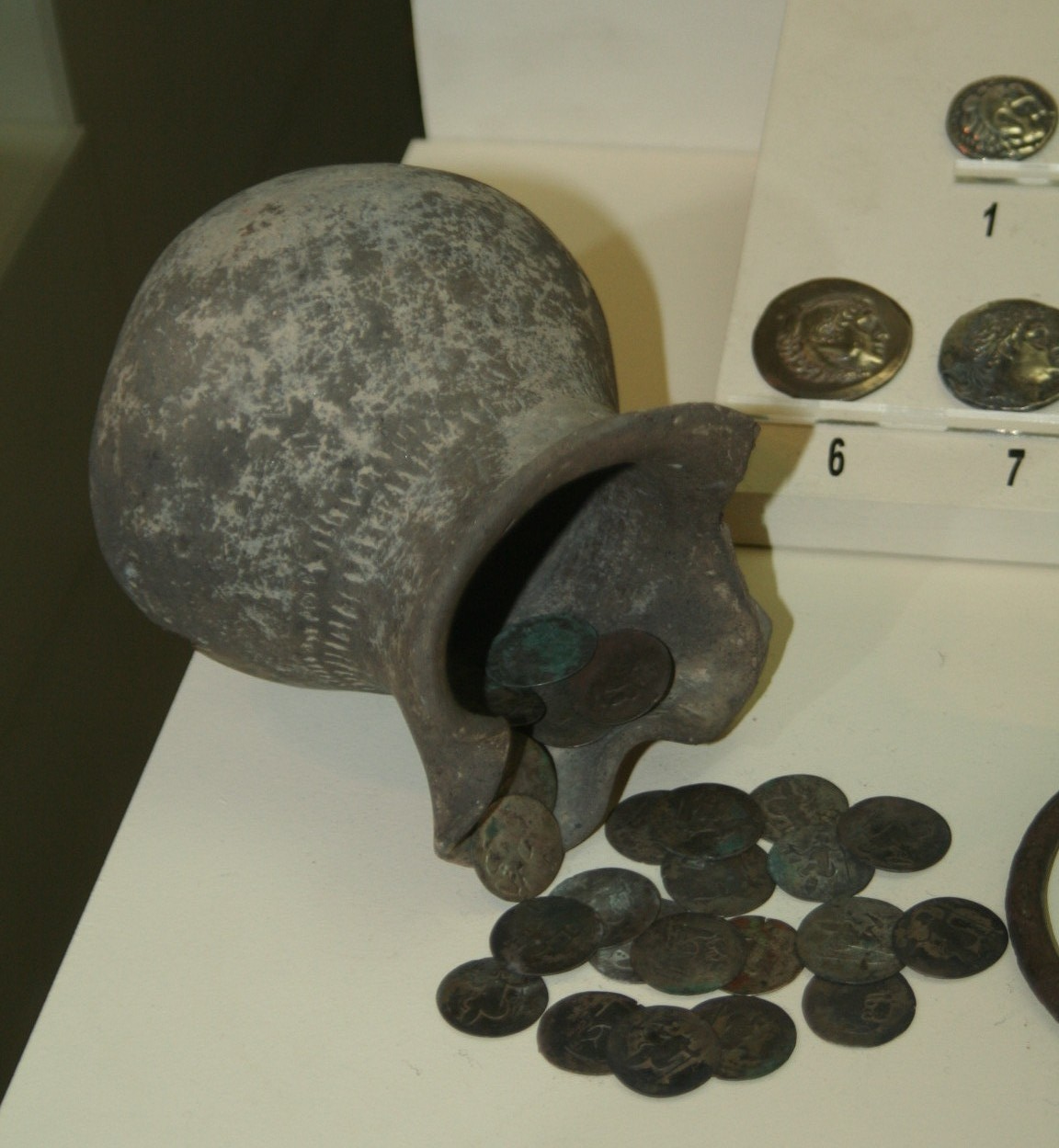
Le fonds numismatique du musée d'histoire de l'Azerbaïdjan

Le fonds numismatique du musée d'histoire de l'Azerbaïdjan compte plus de 100 000 pièces trouvées sur le territoire de l'Azerbaïdjan moderne et appartenant à différentes périodes de l'histoire. La majeure partie des pièces de la collection a été frappée sur le territoire de la République d'Azerbaïdjan. Parmi eux, il y a des pièces appartenant aux états des Chirvanchahs, Sajides, Salarides, Cheddadides, Atabeyler, Qara Qoyunlu, Aq Qoyunlu, Safavides, khanates.
Le fonds contient également des pièces de monnaie appartenant aux anciens États (villes de la Grèce antique, de Rome antique, de l’Empire byzantin, de la Parthie, de Bactriane) et aux empires orientaux (Sassanides, Califat arabe, Seldjoukides, Ilkhanides, Empire Ottoman, Afsharides, Baburides, etc.) En outre, la collection comprend des pièces d'Europe occidentale, de Russie, d'Inde, de Chine, etc.  

## Histoire de la fondation
Le département de numismatique du musée a été créé en 1920 dans le cadre du Musée d’État de la RSS d’Azerbaïdjan. Il était initialement composé de 103 pièces. À partir de cette période commence la comptabilité et l'étude des pièces de monnaie trouvées en Azerbaïdjan.
Ainsi, en 1919, le collectionneur-numismate Yevgeni Pakhomov est arrivé à Bakou. Il s'est mis au travail et a créé le Cabinet numismatique  (aujourd'hui le Musée de l'histoire de l'Azerbaïdjan). Plus tard, le bureau a été transformé en un fonds dirigé depuis 35 ans par Pakhomov, qui a constamment porté son attention sur les découvertes de pièces de monnaie sur le territoire de l’Azerbaïdjan et des régions adjacentes. À la suite des recherches de Pakhomov, il publie une série de publications de neuf éditions intitulées «Dépôts de monnaies de l’Azerbaïdjan et d’autres républiques, territoires et régions du Caucase».
La première collection du cabinet se composait de 103 pièces de monnaie grecques, romaines, orientales et autres achetées à N. M. Egorov. Cette collection s'est ensuite reconstituée avec 23 autres pièces achetées à d'autres collectionneurs. Une partie importante de la collection comprenait le matériau numismatique de l'ancien musée Istiglal, qui comprenait 283 exemplaires de diverses pièces de monnaie. En 1938, la collection numismatique du musée s'élevait à 2 407 pièces, pour la plupart reconstituées avec des pièces sassanides, découvertes par les fermiers collectifs du village d'Altiagadj et transférées au musée.
En 1968, Ali Radjabli, élève de Pakhomov, auteur de la monographie sur la numismatique de l'Azerbaïdjan, établie à partir de documents numismatiques du Fonds numismatique du Musée d'histoire de l'Azerbaïdjan, a été nommé directeur du département de numismatique et d'épigraphie du musée.
En 1975, la collection de pièces de monnaie anciennes du musée comptait déjà environ 85 000 exemplaires. Le fonds numismatique du musée d'histoire de l'Azerbaïdjan était l'une des plus riches collections de monnaies orientales du pays.
Le fonds numismatique du Musée d’histoire de l’Azerbaïdjan continue de se développer avec de nouvelles pièces de monnaie, parmi lesquelles des pièces précieuses et rares

## Collection

### Pièces de monnaie antiques

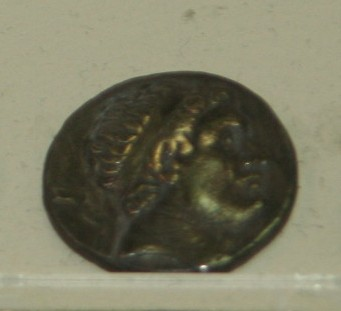
Tétradrachme d'argent du tsar Bactriane Yevtidema

En 1958, sur le site de l’ancien peuplement de Khinisli, à 2 km de la ville de Chamakhi, un trésor de monnaies a été découvert, sur lequel ont été recueillies plus de 200 pièces qui ont rapidement été livrées au Musée de l’histoire de l’Azerbaïdjan.
En 1966, près de l'ancienne colonie de Gabala, capitale de l'Albanie du Caucase, des membres de l'expédition archéologique de Gabala de l'Institut d'histoire de l'Académie des sciences d'Azerbaïdjan ont également découvert, identifié et publié un trésor de monnaies anciennes comprenant 593 échantillons. Outre les monnaies de Macédoine, Séleucie et Parthie déjà rencontrées sur le territoire de l'Azerbaïdjan, ce trésor contenait des tétradrachmes des rois de Bactriane Dyadot et Eukratide, ainsi que des imitations locales des drachmes d'Alexandre le Grand et des tétradrachmes de la monnaie Séleucide. 

#### Pièces de monnaie romaines
Dans la seconde moitié du Ier siècle av. J.-C., les monnaies romaines pénètrent sur le territoire de l’Albanie du Caucase, dont la plus ancienne est également datée du Ier siècle avant notre ère. Il s’agit principalement de deniers en argent, à l’exception des aurées de Rome découvertes par l’archéologue Mammadali Husseynov à Gazakh.

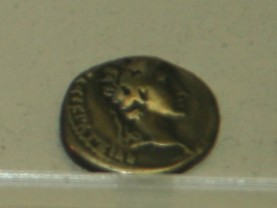
Denier en argent

La place principale parmi les pièces de monnaie romaines est occupée par des pièces de monnaie en argent de la période impériale. Dans les régions occidentales de l'Azerbaïdjan actuel, qui faisaient alors partie de la Grande Arménie, de nombreux trésors de deniers d'argent Auguste étaient représentés, représentant ses petits-enfants adoptifs, Guy et Lucius. Une de ces pièces a été retrouvée lors de travaux de terrassement à Barda et acquise par le musée. Un petit trésor de douze  pièces similaires, dont Denarius Augustus, a été découvert dans le village de Tazakend, raion de Beylagan. Denarius Plautilla, l'épouse de Caracalla (IIIe siècle apr. J.-C.), est la plus récente découverte de pièces de monnaie romaines en Azerbaïdjan. Il fut découvert le 2 avril 1947 par S.M. Kaziev, directeur du musée, lors d'une enquête sur l'inhumation du site de Kalaghet, au nord de Mingatchevir, accompagné d'un denier en argent Antonin le Pieux.

#### Imitations de pièces albaniennes
Le plus grand nombre de pièces, imitations de l'Albanie du Caucase, comparé aux autres trésors découverts, a été retrouvé dans les trésors de Khinisli et de Kabala. Même avant la découverte des trésors susmentionnés, de telles pièces avaient été découvertes dans la zone de fouille de la culture Yaloylutepa. Le trésor de la sépulture près du village de Nyudi se compose entièrement de 36 imitations de pièces de monnaie.
Alexandre le Grand est représenté sur certaines de ces pièces, Zeus sur d'autres. Par exemple, un trésor de Kabala, enterré dans les années 20 du IIe siècle av. e., contenait plus de 500 pièces de monnaie albaniennes - imitations de pièces de monnaie Alexander. Dans le cadre de ce clade, il y avait également trois imitations des tétradrachmes séleucidiens dans le but de transmettre l’inscription grecque. Après avoir étudié le recto et le verso de ces pièces, S. Dadachova est parvenu à la conclusion que les tétradrachmes d’Antiochus IV leur servaient de modèle.

L’apparition de pièces de monnaie parthes sur le territoire albanien a entraîné l’éviction des imitations locales de la drachme parthe. Ce phénomène était également dû au fait que les pièces de monnaie parthe, à partir de 140 av. e., contenait moins d'argent.

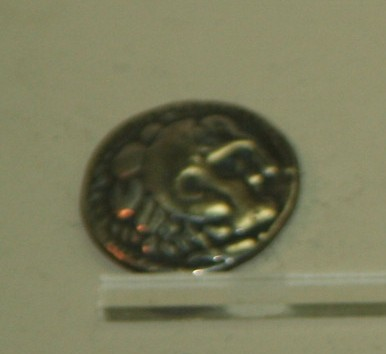
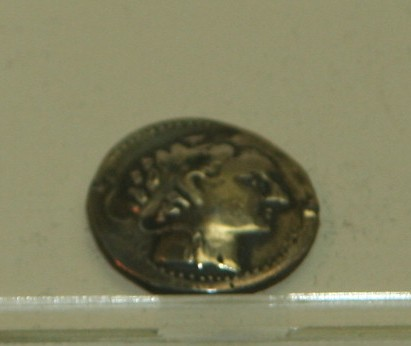
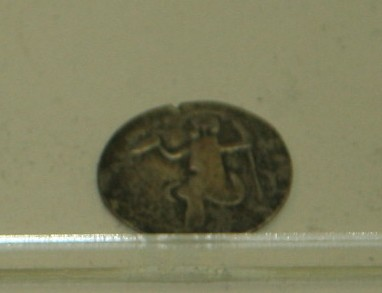
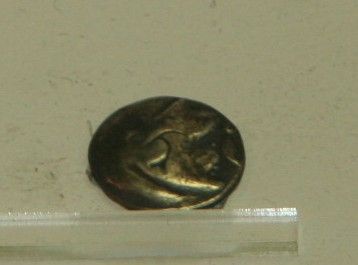

#### Pièces de monnaie parthe

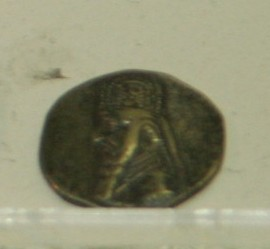
Tétradrachme d'argent, Parthie, Mithridates II

Les pièces de monnaie parthes sont représentées presque exclusivement par des drachmes d'argent. Ils apparaissent sur le territoire de l'Azerbaïdjan moderne à partir du IIe siècle av. e. dans le cadre de l'entrée d'Atropatène dans la Parthie et du renforcement de la sphère d'influence des Archakids sur l'Albanie. Les pièces de monnaie parthes se retrouvent à la fois sous forme de trésors et dans des instances séparées. 
Ainsi, l'un des grands trésors de pièces de monnaie parthes reçus par le Musée d'Histoire de l'Azerbaïdjan a été découvert en 1960 dans le village de Khersonovka. 

### Pièces de monnaie médiévales

#### Pièces de monnaie sassanides
Un grand nombre de pièces de monnaie sassanides ont été trouvées sur le territoire de l'Azerbaïdjan. Ainsi, seulement au XXe siècle, plus de 100 trésors de différentes tailles ont été trouvés ici, à l'exception de spécimens uniques. Par exemple, en 1924, la pièce de monnaie Khosrov II, trouvée en 1910 sur les ruines de la forteresse d'Orengala (aujourd'hui le raion de Beylagan), entra dans le musée  et, en 1948, une petite pièce de monnaie sassanide fut découverte par un employé du musée Osipova découvrit une petite pièce de monnaie sassanide au cours d'une enquête sur les vestiges d'anciens bâtiments situés près de Mingatchevir. En 1934, cependant, deux clades (avec 83 et 86 copies) de pièces en argent de Sassanides, parmi lesquels se trouvaient les pièces de Khosrov I (le plus ancien du premier trésor - il était daté de 542), Ormizd VI, Khosrov II, Ardachir III, Ormizd IV, Kavada I (le plus ancien du deuxième trésor, 490 ans).

La gamme de temps de presque toutes les pièces de sassanides trouvées ici est du Ve au VIIe siècle. L'exception est le trésor de la fin du IIIe siècle, découvert en 1963 dans le village de Tchukhur-Gabala (principalement constitué de pièces de monnaie Bahram II).

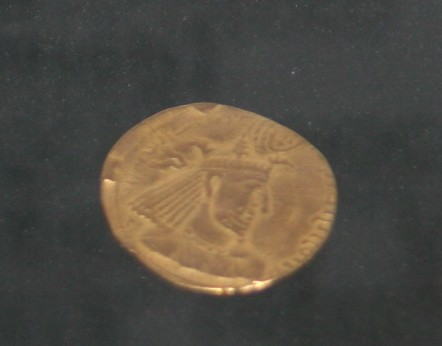
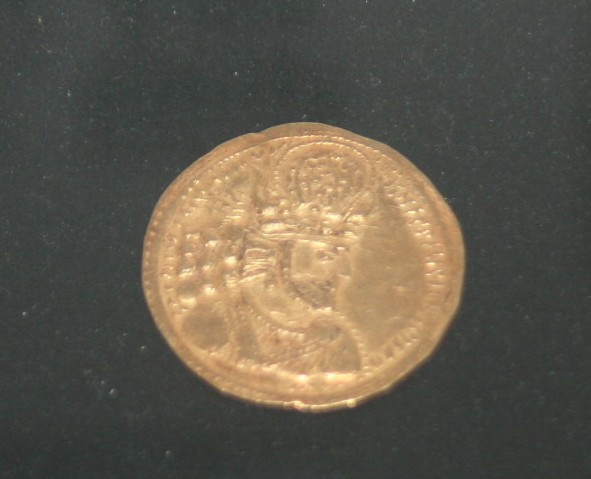
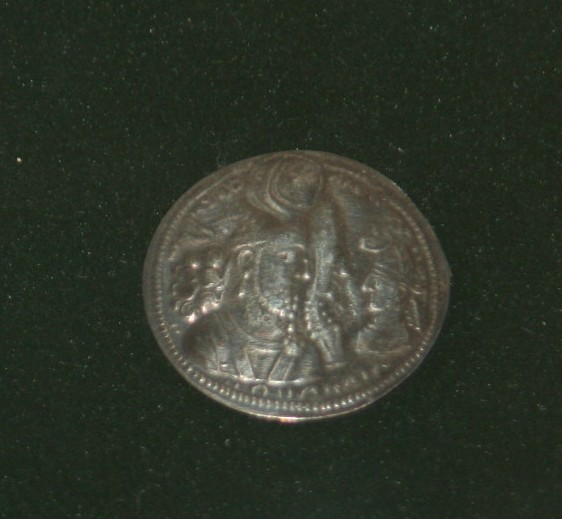
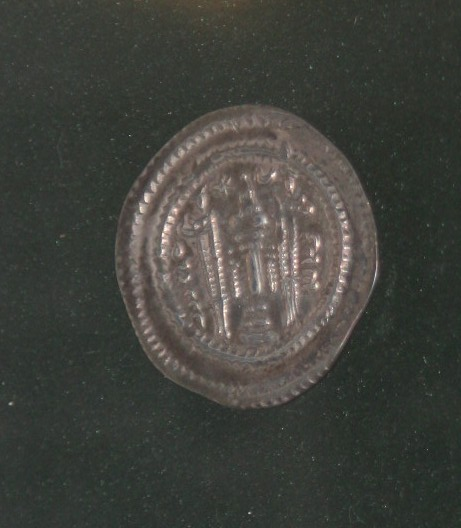
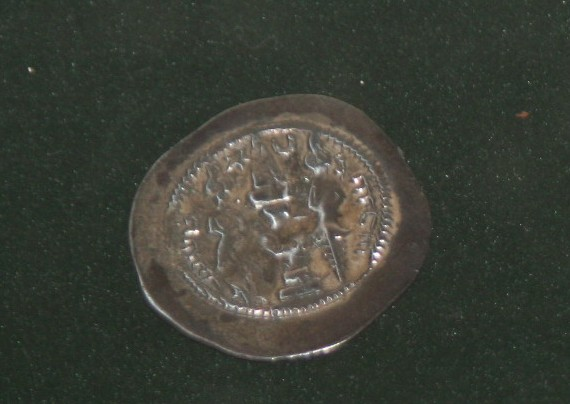
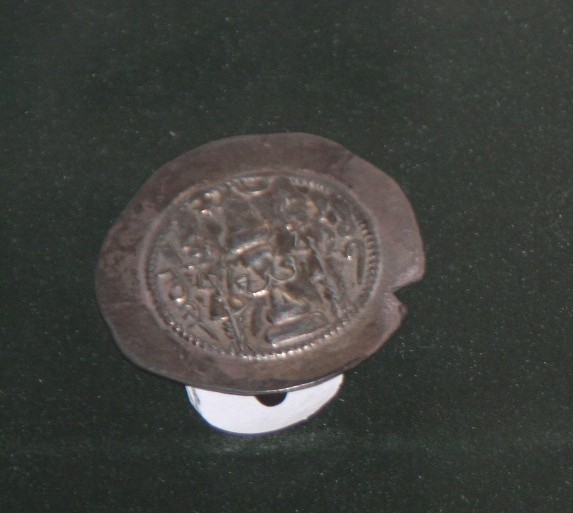
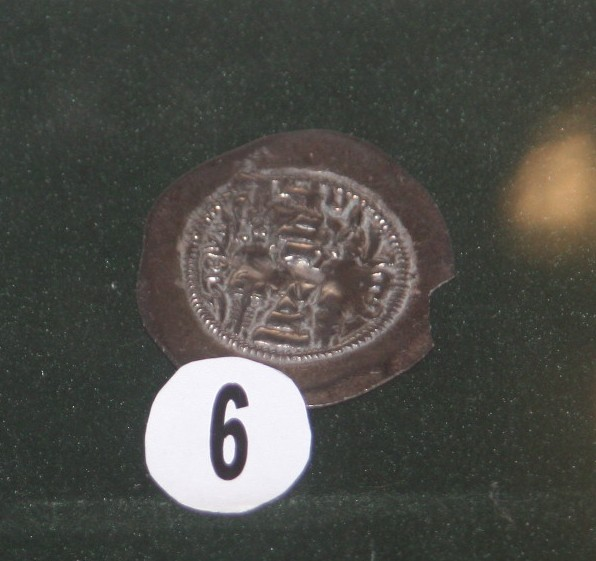
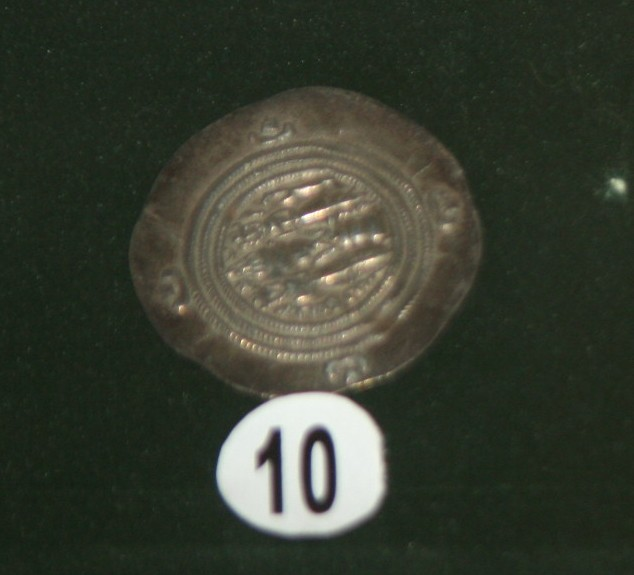

#### Monnaies byzantines
Les premières pièces de monnaie byzantines qui ont pénétré sur le territoire de l'Azerbaïdjan moderne étaient les solides d'or de Constantin Ier le Grand. On les trouve ici en un seul exemplaire et principalement dans les régions de l'ouest et du sud-ouest du pays. Cependant, avec l’intensification de la rivalité entre la Perse et Byzance pour le contrôle des zones frontalières, l’afflux de pièces de monnaie byzantines dans la région a pris de l’ampleur puis a complètement cessé. La dernière fois que des monnaies byzantines ont pénétrée ici à grande échelle dans la première moitié du VIIe siècle, sous l'empereur Héraclius Ier, cela était dû à l'hostilité entre Byzance et l'empire Sassanide. Pièces de monnaie d’Héraclius frappées à Constantinople depuis 615 dans un format plus grand (comparé aux pièces de monnaie sassanides) (environ 6,5 g). 

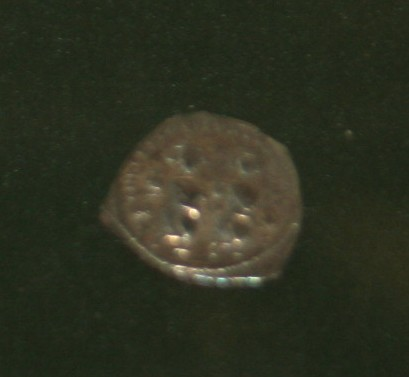
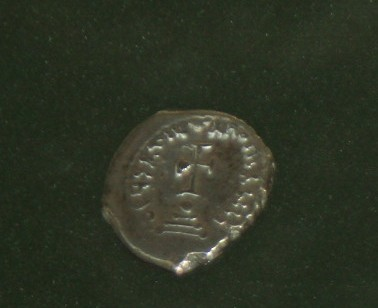
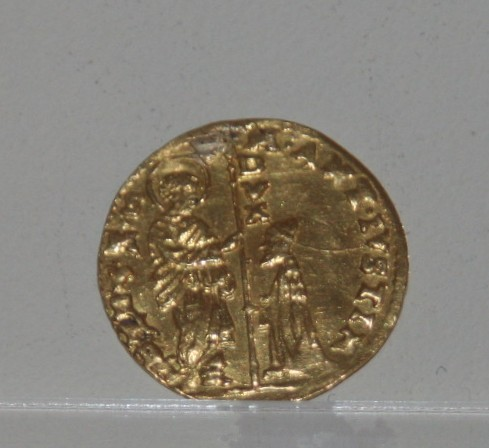